# زاغه (بهار)
روستای زاغه، مرکز دهستان سیمینه رود و در بخش مرکزی شهرستان بهار در استان همدان ایران است.

## جمعیت
این روستا در دهستان سیمینه رود قرار دارد و براساس سرشماری مرکز آمار ایران در سال ۱۳۹۵، جمعیت آن ۳۳۲۸نفر (۱۱۶۱ خانوار) بوده است.

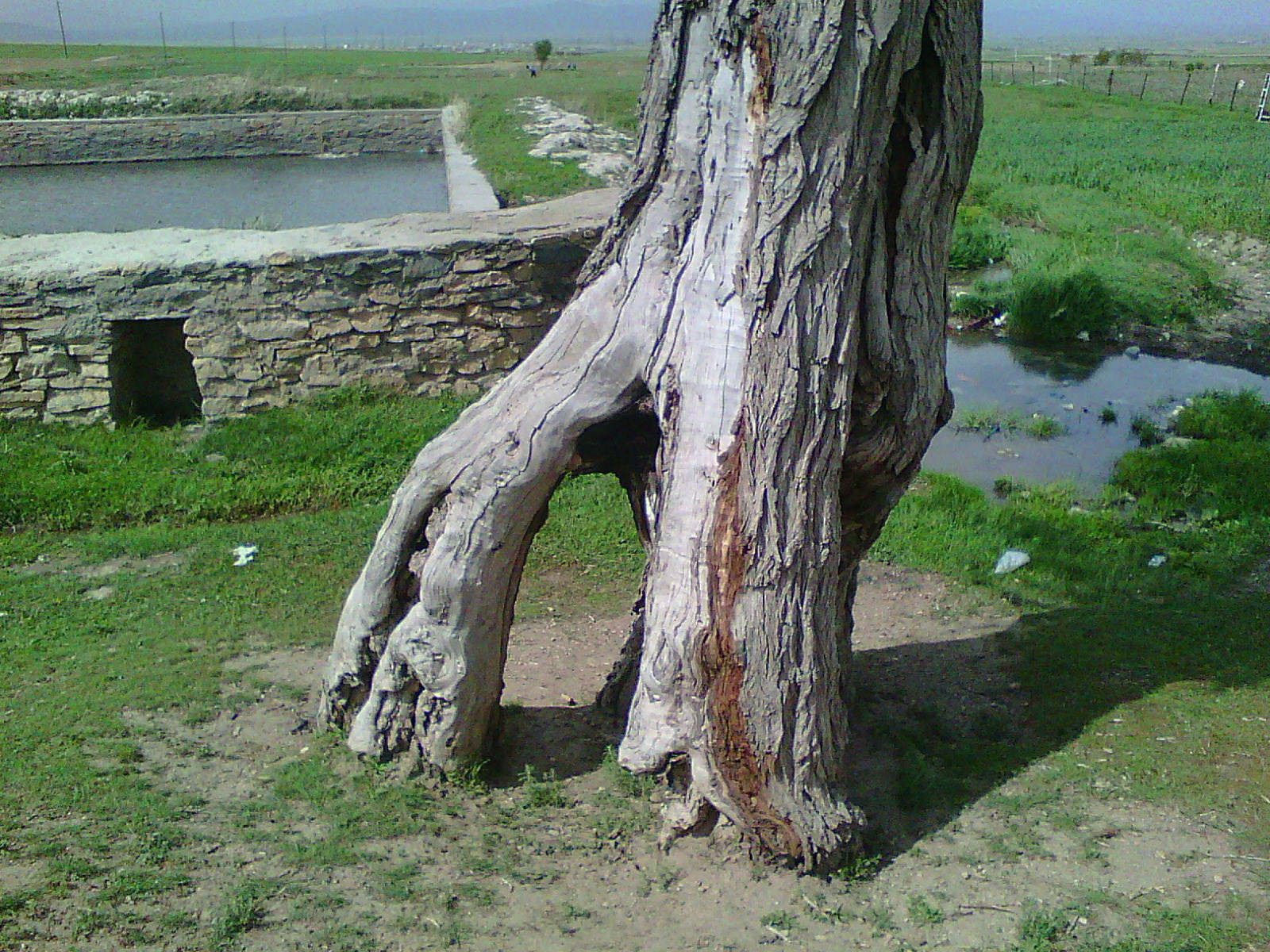
بن درخت کهن‌سال

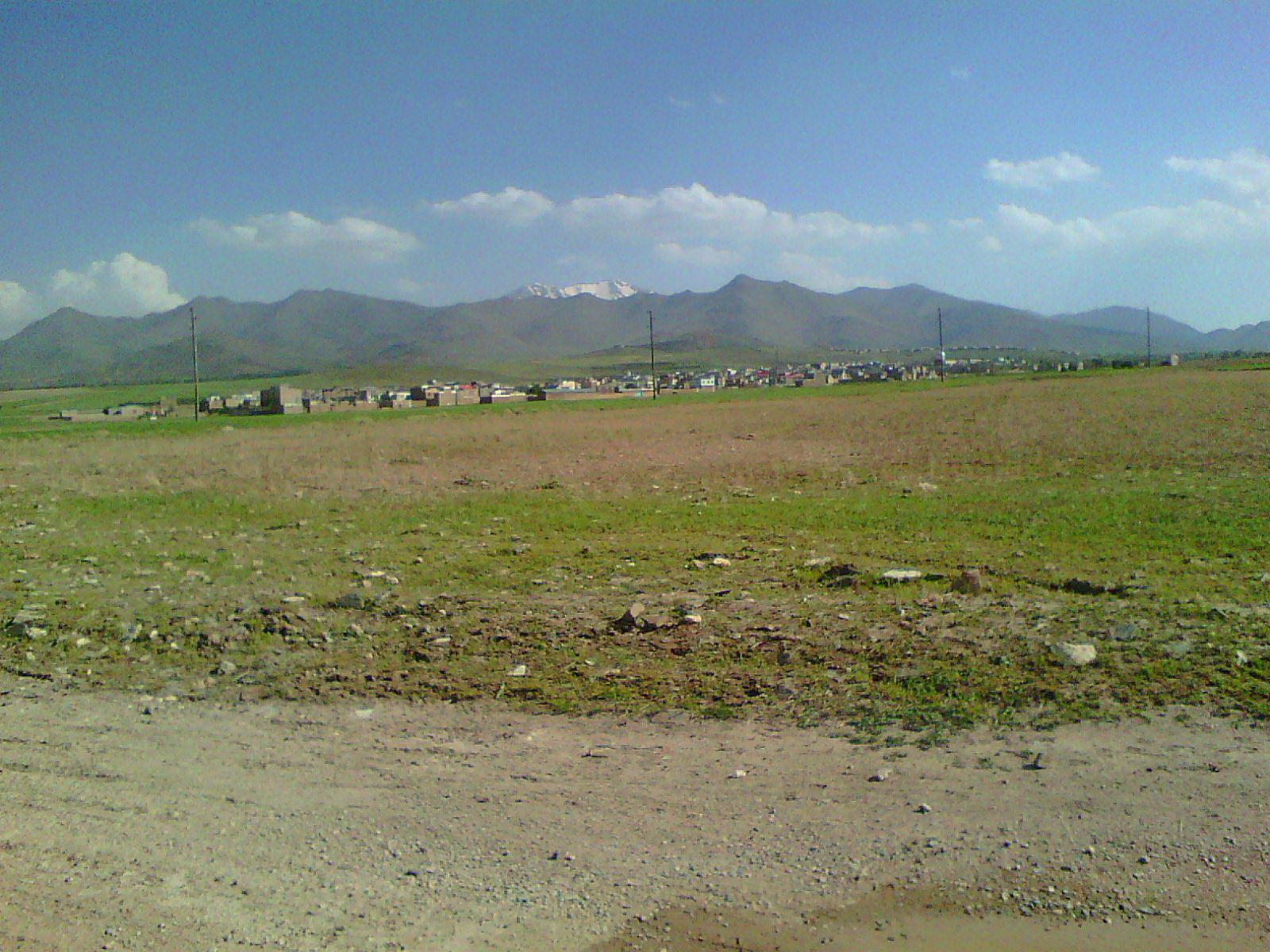
دورنمایی از روستا در دامنه کوهستان الوند